# Henri Borde
Pour les articles homonymes, voir Borde.
Henri Borde, né le 4 septembre 1888 à Bagnères-de-Bigorre (Hautes-Pyrénées) et mort le 10 avril 1958 à Tarbes, est un peintre et sculpteur français.

## Biographie
Henri Borde se destine d'abord à la magistrature. Mais il abandonne les études de droit pour se consacrer à la peinture et à la sculpture, qu'il va étudier à Paris. Il commence à peindre en 1910, mais il est d'abord sculpteur et c'est sous le parrainage de Charles Despiau qu'il expose d'abord au Salon d'Automne. Préférant sa région aux fastes de la capitale, il s'installe à Tarbes, où il est professeur à l'école des Arts de la ville. Il réalise des commandes publiques : il peint les voûtes de la cathédrale, réalise la fontaine des allées à Tarbes, et le monument aux morts de Juillan. Ses nombreux dessins trahissent la recherche de formes propre au sculpteur. Sa vie se partage entre Tarbes, sa maison de campagne d'Ibos, et le Pays basque où il fait de fréquents séjours.
Sa peinture personnelle, marquée par le classicisme, trouve des accents modernes pour représenter les aspects variés de la Bigorre, tant dans les paysages que dans les scènes de genre qui atteignent souvent une simplicité monumentale.
Il repose au cimetière de la Sède de Tarbes.

## Œuvres

### Peintures
Ses œuvres se trouvent dans les musées Massey de Tarbes, des Beaux-Arts de Pau, des Beaux-Arts de Mirande, Salies de Bagnères-de-Bigorre et de Bayonne.

### Monuments aux morts

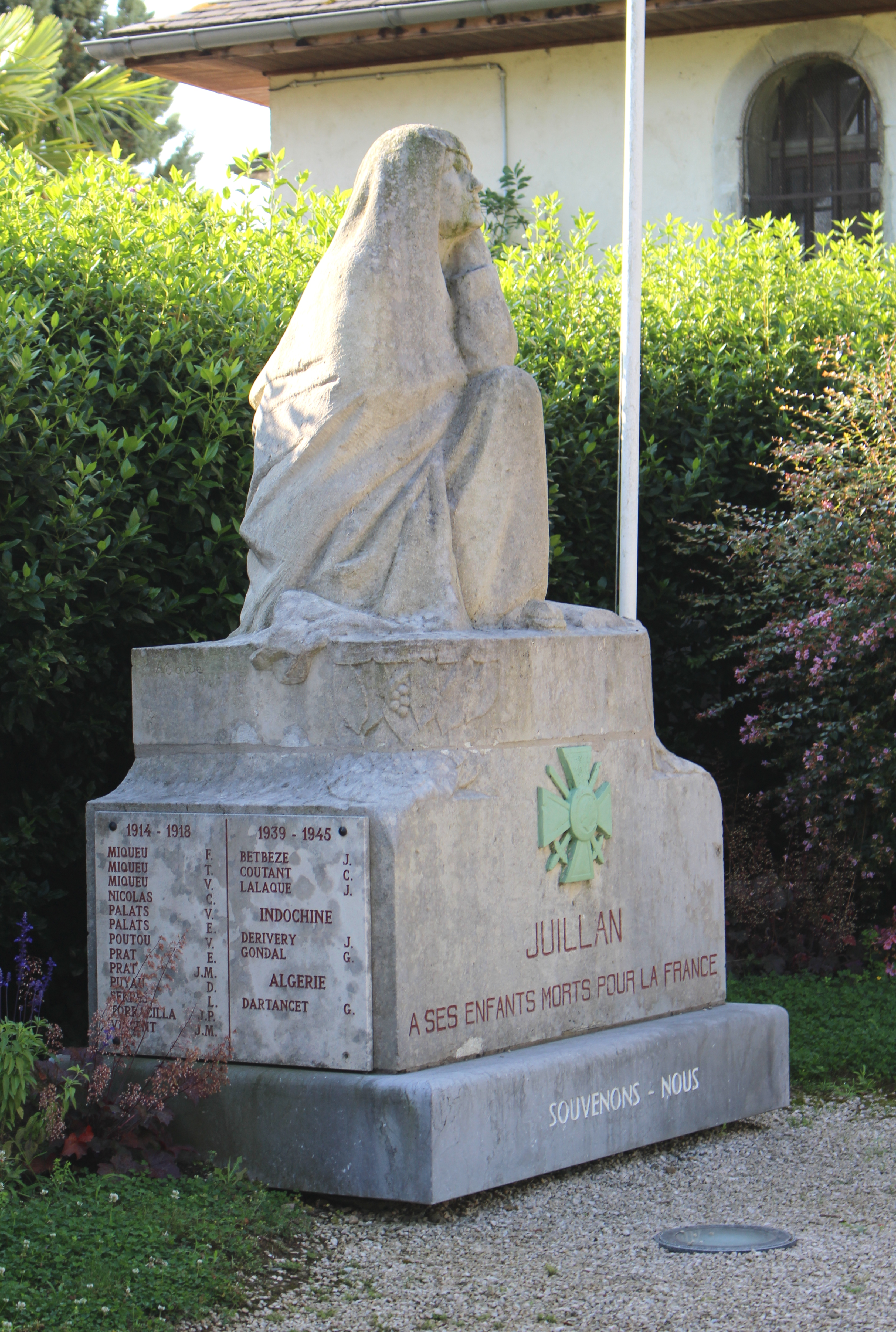
Le monument aux morts municipal de Juillan.

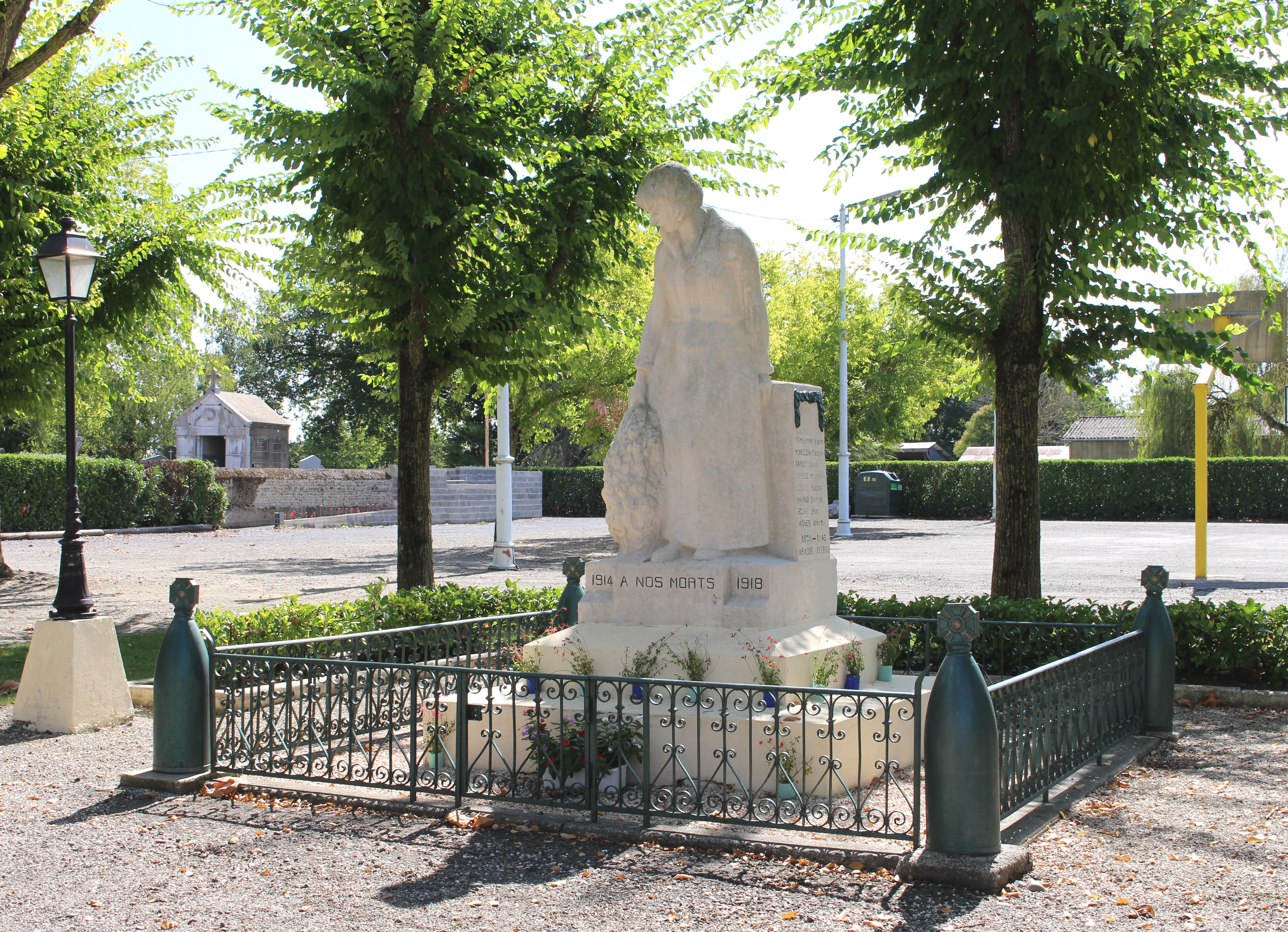
Le monument aux morts municipal de Sarriac-Bigorre.

- Hautes-Pyrénées :
  - Juillan
  - Sarriac-Bigorre